# Kerkhof van Zedelgem
Het Kerkhof van Zedelgem is een gemeentelijke begraafplaats in de Belgische gemeente Zedelgem. De graven liggen verspreid rond de Sint-Laurentiuskerk.

## Britse oorlogsgraven
Op het kerkhof bevinden zich drie Britse militaire graven uit de Tweede Wereldoorlog. De graven liggen in de hoek gevormd door de toren en de noordelijke zijbeuk. Het is de bemanning van een Bristol Blemheim bommenwerper die werd neergeschoten door het Duitse luchtafweergeschut op 11 december 1940. Hun namen zijn: James Frederick Donlon, Vivian Charles Gifford en Patrick Ranby Richardson. De graven worden onderhouden door de Commonwealth War Graves Commission en zijn daar geregistreerd als Zedelgem Churchyard. 

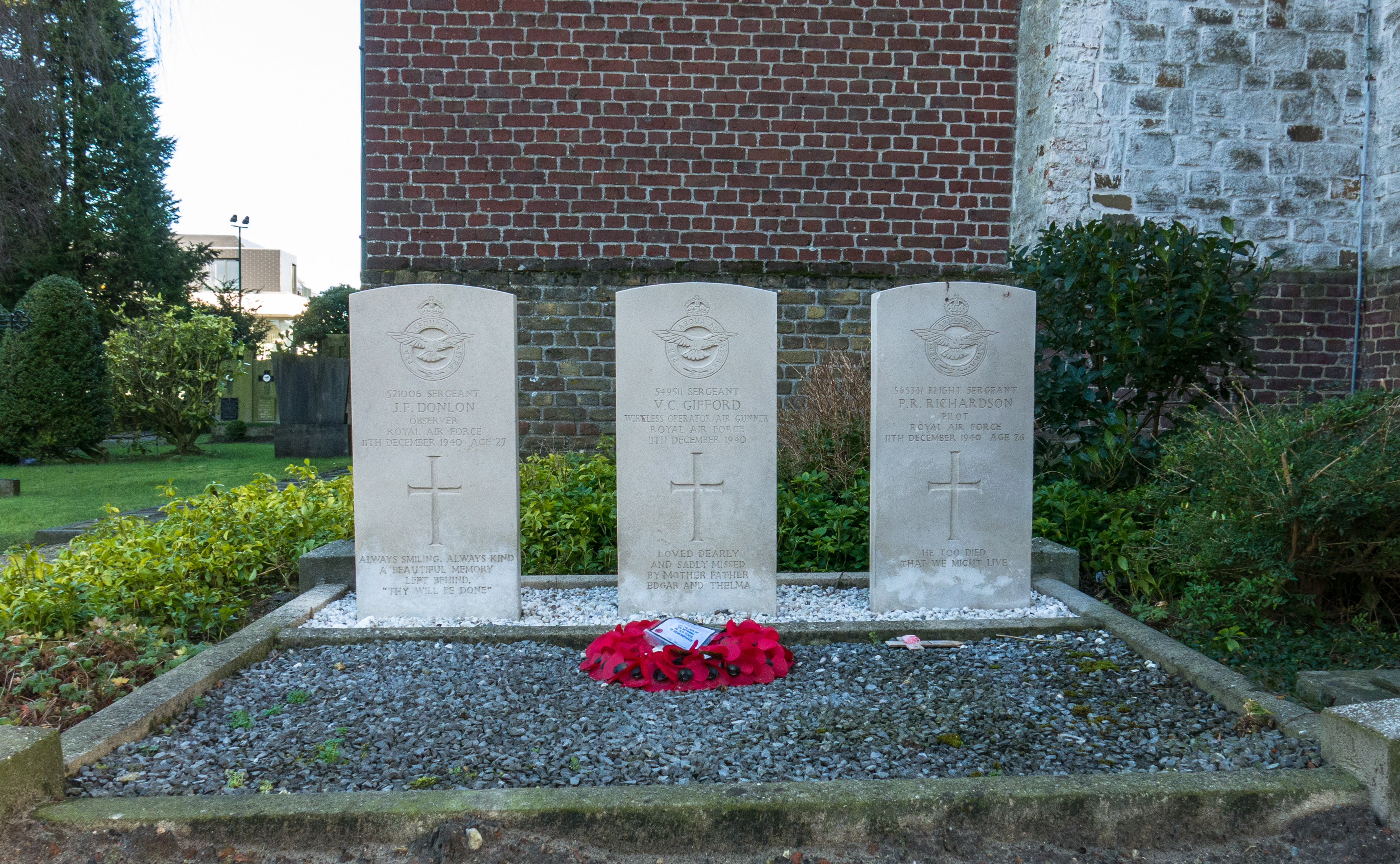
Britse graven

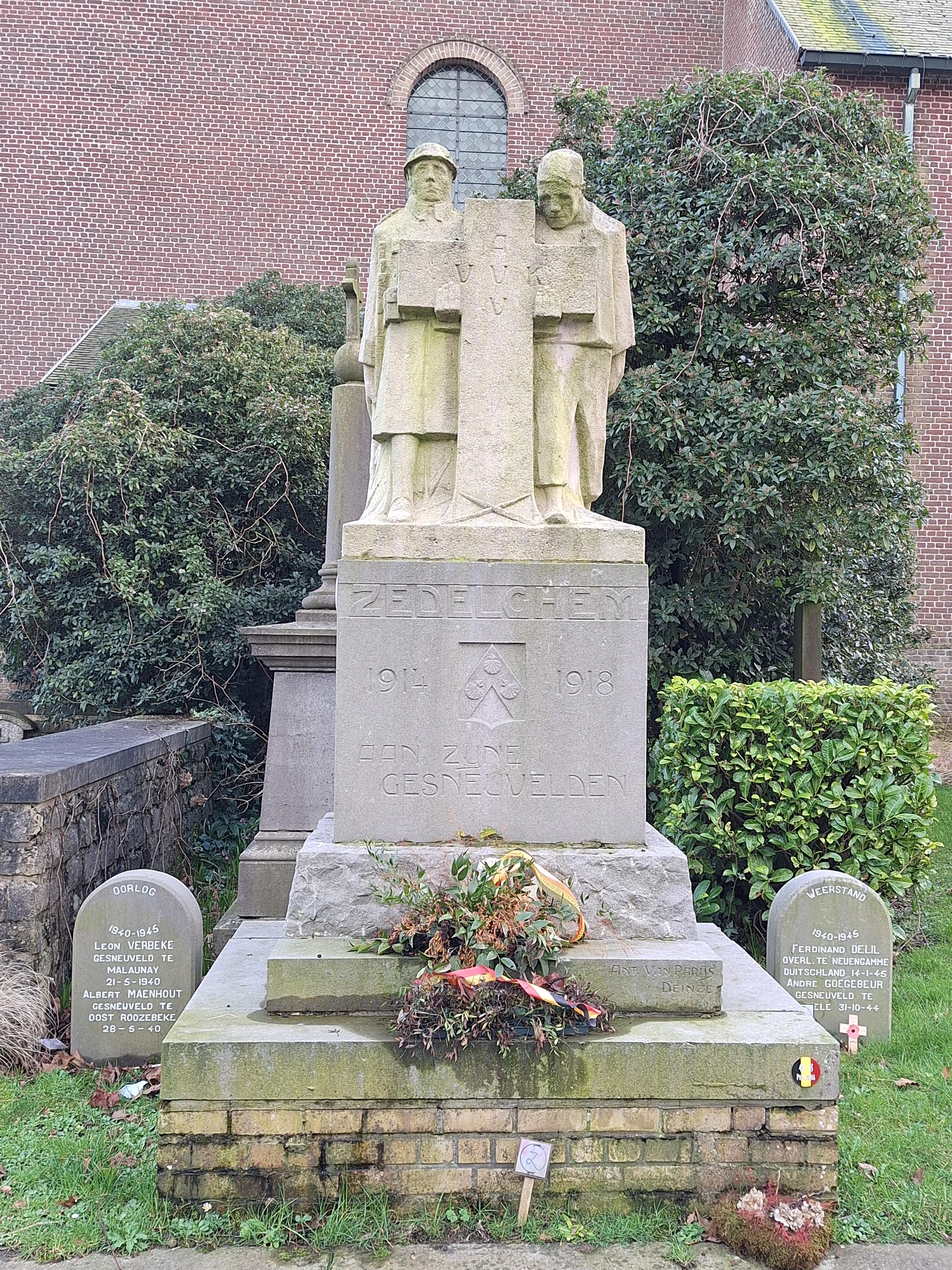
Herdenkingsmonument WO I te Zedelgem, naast de Sint-Laurentiuskerk te Zedelgem.